# I viaggiatori di Jespodar
I viaggiatori di Jespodar (Kingdoms of the Wall) è un romanzo di fantascienza del 1992 di Robert Silverberg. Nonostante il lettore viene gradualmente introdotto al fatto che l'introduzione sia ambientata in un pianeta distante abitato da una razza aliena e (come viene rivelato solo alla fine del romanzo) in un futuro indefinito, non è esattamente un racconto di fantascienza. Piuttosto, il tema trattato è la perpetua ricerca comune della conoscenza di fronte alle difficoltà ed alle sorprese, che, attraverso la rivelazione di una verità inaspettata e devastante termina nella distruzione e nell'uccisione degli dei.

## Ambientazione
(Traiben, il Sapiente)
Il protagonista della storia è Poilar Gambastorta, membro di una razza umanoide con una civilizzazione di tipo pastorale di tipo antico, corrispondente all'Età del ferro della civilizzazione umana. Solo con lo sviluppo della storia appara evidente che queste persone non sono umani; le loro mani hanno un pollice supplementare opponibile, ed hanno anche abilità mutazionali quali la possibilità di disarticolare le giunture corporee, di adattare la loro pelle e gli organi interni ai cambiamenti ambientali e possono estrarre ventose per arrampicarsi. La mutazione è anche una parte intrinseca della loro sessualità, in assenza di eccitazione sessuale, infatti, entrambi i sessi mantengono una forma neutra senza caratteristiche di genere palesi. Il pianeta è situato in un sistema solare binario e sembra essere in orbita attorno alla stella maggiore e più luminosa, Ekmelios, mentre la stella rossa Marilemma è molto più distante.

## Edizioni
- Robert Silverberg, I viaggiatori di Jespodar, Sonzogno, 1992, ISBN 978-88-454-0543-3.